# The Remix…
A The Remix... című válogatásalbum Shanice 1995. március 25-én megjelent lemeze, mely Japánban jelent meg, és többnyire kislemezen is megjelent dalainak remix változatát tartalmazza, melyek korábban nem, vagy csak kislemezen jelentek meg.

## Megjelenések
CD  Motown – POCT-1058
1. I Love Your Smile (Driza Bone Remix) 3:50 Remix – Driza Bone, Written-By – J. Baker, N.M. Walden, S. Wilson, S. Jackson
2. I Like (Masters At Work Main Mix) 7:36 Producer [Additional Production By] – "Little" Louie Vega, Remix – "Little" Louie Vega, Masters At Work, Written-By – C. Stokes, S. Wilson
3. Turn Down the Lights (Live Version) 4:17 Producer – Ronnie Hasley, Shanice, Written-By – B. Watson, McArthur
4. I Wish (No Stokes Remix) 4:13 Remix – Chris Stokes, Written-By – L. Alexander, T. Tolbert
5. Turn Down the Lights (S.O.C. Remix) 3:56 Remix, Producer [Flipped & Extra Phatness By] – Da Butcha, S.O.C., Written-By – B. Watson, McArthur
6. Somewhere (Nothin' But The Funk Remix) 4:15 Remix – Reno Delajuan, Written-By – C. Williams, I. Lee III*, K. Griffin, S. Wilson
7. I Like (Kenny Dope Main Mix) 5:36 Remix, Producer [Additional Production By] – Kenny "Dope" Gonzalez,  Written-By – C. Stokes*, S. Wilson
8. I Love Your Smile (Water Mix) 4:19 Remix – Hakeem, Written-By – J. Baker, N.M. Walden*, S. Wilson, S. Jackson
9. I Like (Smooth Bonus Beats) 4:26 Remix, Producer [Additional Production By] – Kenny "Dope" Gonzalez,  Written-By – C. Stokes, S. Wilson